# Bouwheer
Een bouwheer is de opdrachtgever van architect of architectenbureau alsmede van de aannemer bij het doen realiseren van een bouwwerk. Hij geeft een architect of architectenbureau opdracht voor het ontwerpen van een bouwwerk. Hij regelt de aanbesteding, gunt het werk aan een aannemer en is vervolgens de opdrachtgever van de aannemer. 
De term is in Nederland min of meer in onbruik geraakt maar wordt wel nog in België gebruikt (ook in het Frans - Maîtrise d'ouvrage). In Duitsland wordt het Duitse woord voor bouwheer, Bauherr, letterlijk nog zo gebruikt en heeft het ook een juridische betekenis.
Een bouwpastoor was als pastoor belast met het tot stand brengen van een nieuw kerkgebouw. 